# Химн на българската просвета
Като популярен „химн на българската просвета“ се изпълнява песента „Върви, народе възродени“ по стихове от Стоян Михайловски и музика на Панайот Пипков. Известна е още и като „Химн на св. св. Кирил и Методий“. Текстът е публикуван за първи път в сп. „Мисъл“, кн. 9–10, 1892 г. Оригиналното заглавие е „Кирил и Методий“ с подзаглавие „Проект за български всеучилищен химн“. Под текста авторът, подписан като Ст. Михайловский, подава датировка „Русе, 1892 Априлий 15“.

## История на създаването
Първите български химни, прославящи науката и образованието, са написани в град Елена още в средата на XIX век. Първият химн е от просветителя и книжовника Стоян Робовски и носи заглавието „Български звезди от Солун“. Вторият е от Иван Момчилов, основател на класното училище в Елена, впоследствие наречено „даскалоливница“ от един от възпитаниците му – Петко Славейков. Има още два химна: от Йордан Ненов – отново учител в това училище, и от Иван Кършовски – възпитаник на училището.
Петият, най-успешният и всенародно признат химн, също принадлежи на потомствен еленчанин, възпитаник на еленското класно училище и син на Никола Михайловски – един от видните преподаватели в това училище. На 15 април 1892 г. преподавателят по френски език в Русенската мъжка гимназия Стоян Михайловски завършва стихотворението „Кирил и Методий“ с първи стих „Върви, народе възродени“. Още към първата публикация се подава сведение за музика към текста (на русенския учител г-н Божинов, който „твърде сполучливо поставил в музика“ отпечатаното „славословие“).
Девет години по-късно, през 1901 г., на преподавателя по музика в ловешкото училище Панайот Пипков е възложено да напише нова песен, която учениците да изпеят на наближаващия църковен празник на Кирил и Методий на 11 май. Той все не намира подходящ текст и постоянно отлага. На 9 май Пипков забелязва, че едно от момчетата съсредоточено чете стихотворение в неговия час, взема книжката му и се зачита. Преди да стигне половината от стихотворението, в главата му вече се ражда музиката за поръчаната ученическа песен. Взема тебешира и започва да записва нотите върху дъската. За 15 минути съчинява мелодията, а до края на часа учениците му я разучават и запяват. На училищния празник я запява цялото училище.

## Разпространение
На 11 май 1901 г. песента „Върви, народе възродени“ е изпълнена за пръв път в Ловеч като празничен химн за възхвала на делото на Кирил и Методий и на българската просвета. През 1902 г. на Деня на българската просвета и култура и на славянската писменост песента се подема и запява от всички училища в страната. 
След идването на тоталитарната власт върху песента са нанесени задължителните идеологически корекции. Променени са някои стихове, премахнато е споменаването на Бога и апостолите. Цели строфи са напълно премахнати от читанките.
Едва в края на XX век, след демократичните промени в страната, е възстановена възможността за цитиране на оригиналния текст. По традиция на ученическите празници продължават да се изпълняват само първите шест от общо четиринайсетте строфи на стихотворението.
През XX век химнът „Кирил и Методий“ е изпълняван от много музикални състави на българските училища.